# 1047
1047 (MXLVII) je bilo navadno leto, ki se je po julijanskem koledarju začelo na četrtek.

## Dogodki

### Bizantinsko cesarstvo
- 14. september - Bizantinski general in vojskovodja Leon Tornikios se v Adrianoplu, kamor prebegne, razglasi za cesarja in skupaj s privrženci začne voditi upor proti cesarju Konstantinu IX. Monomahu. Ker razen slabo izurjene milice med Adrianoplom in Konstantinoplom ni druge vojske, je pot do prestolnice odprta. ↓
- 25. september → Leon Tronikos neuspešno oblega Konstantinopel. V treh dneh, kolikor je trajalo obleganje,  cesarju Konstantinu IX. uspelo prepeljati vojsko, ki se je nahajala v Mali Aziji, čez Bospor. ↓
- 25. december → Bizantinski nesojeni uzurpator Leon Tornikios je izdan in nato oslepljen.

### Ostalo
- Velf III. Koroški prevzame od rimsko-nemškega cesarja Henrika III. v fevd Vojvodino Koroško in pa Mejno grofijo Verono.
- Bitka pri Val-ès-Dunesu: normanski vojvoda Vilijem Bastard (kasneje bolj znan kot Vilijem Osvajalec) skupaj s francoskim kraljem Henrikom I. premaga uporne normandijske barone. Kljub zmagi je njegov položaj vojvode Normandije negotov.
- Sveti sedež: po smrti papeža Klemena II., sicer cesarjevega spovednika izvoljenega slabo leto dni poprej, se za vrhovnega voditelja vseh kristjanov ob vojaški podpori toskanskega mejnega grofa Bonifacija III. z zasedbo Lateranske palače okliče (tokrat tretjič!) problematični Benedikt IX.. Na vatikanski listi papežev je vseeno priznan kot 150. papež po vrsti.
- Po smrti strica Magnusa Dobrega, sicer norveškega in danskega kralja, na Norveškem zasede prestol Harald Hardrada, na Danskem pa Sven II. Estridsson.

## Rojstva
- 28. december - Sundžong, 12. korejski kralj dinastije Gorjeo († 1083)

Neznan datum
- Hugh d'Avranches, angleški grof († 1101)
- Višeslava Kijevska, poljska kraljica († po 1089)

## Smrti
- 9. oktober - papež Klemen II.
- 10. oktober - Henrik VII., bavarski vojvoda (* 1005)
- 25. oktober - Magnus Dobri, norveški kralj (* 1024)
- november - papež Gregor VI.

Neznan datum
- Miecław, samozvani poljski vojvoda (* okoli 1000)